# Tandubas
Tandubas is een gemeente in de Filipijnse provincie Tawi-Tawi. Bij de laatste census in 2007 had de gemeente ruim 33 duizend inwoners.

## Geografie

### Bestuurlijke indeling
Tandubas is onderverdeeld in de volgende 20 barangays:
| - Baliungan - Ballak - Butun - Himbah - Kakoong - Kalang-kalang - Kepeng - Lahay-lahay - Naungan - Salamat | - Sallangan - Sapa - Sibakloon - Silantup - Tandubato - Tangngah - Tapian - Tapian Sukah - Taruk - Tongbangkaw |

## Demografie
Tandubas had bij de census van 2007 een inwoneraantal van 33.037 mensen. Dit zijn 8.137 mensen (32,7%) meer dan bij de vorige census van 2000. De gemiddelde jaarlijkse groei komt daarmee uit op 3,98%, hetgeen hoger is dan het landelijk jaarlijks gemiddelde over deze periode (2,04%). Vergeleken met de census van 1995 is het aantal mensen met 12.391 (60,0%) toegenomen.

De bevolkingsdichtheid van Tandubas was ten tijde van de laatste census, met 33.037 inwoners op 552,05 km², 37,4 mensen per km².